# 刘更另
刘更另（1929年2月15日—2010年6月30日），男，湖南桃源人，中国土壤肥料植物营养专家，中国工程院院士。

## 生平
1952年毕业于武汉大学。1959年获前苏联季米里亚节夫农学院副博士学位。1994年当选为中国工程院院士。